# Joe Frazier
Joseph William „Joe” Frazier (ur. 12 stycznia 1944 w Beaufort, zm. 7 listopada 2011 w Filadelfii) – amerykański bokser, złoty medalista olimpijski w wadze ciężkiej (Tokio 1964), niekwestionowany zawodowy mistrz świata w latach 1970-1973. W swojej karierze pokonał 10 zawodników o tytuł mistrza świata wagi ciężkiej.

## Kariera zawodowa
W zawodowym boksie zadebiutował w 1965 roku, po zdobyciu mistrzostwa olimpijskiego w Tokio. Po wygraniu 19 walk (w tym 17 przez nokaut) stoczył w 1968 roku zwycięską walkę z Busterem Mathisem o wakujący tytuł zawodowego mistrza świata wagi ciężkiej w wersji Komisji Sportowej Stanu Nowy Jork (z którym wcześniej przegrał jako amator i który miał reprezentować USA na olimpiadzie w Tokio, ale złamał palec). Tytuł ten obronił czterokrotnie, zanim w 1970 roku zmierzył się z Jimmym Ellisem w walce o pasy WBA i WBC. Frazier pokonał rywala przez TKO w 5. rundzie i został niekwestionowanym mistrzem świata.
8 marca 1971 roku bronił mistrzostwa w Madison Square Garden przeciw również niepokonanemu Muhammadowi Alemu. Po 15 rundach pojedynku, znanego jako „walka stulecia”, wygrał na punkty Frazier, a Ali zanotował pierwszą porażkę w karierze (w ostatniej rundzie był nawet liczony po lewym sierpowym Fraziera).
Frazier stracił tytuł w 1973 roku w Kingston na Jamajce na rzecz George’a Foremana, mistrza olimpijskiego z igrzysk w Meksyku. Przegrał z nim przez TKO w drugiej rundzie. Była to pierwsza porażka Fraziera w zawodowej karierze.
Do 1976 roku stoczył jeszcze 6 walk, z których 3 przegrał: ponownie z Foremanem i dwukrotnie z Alim. Ostatnia walka z Alim z 1 października 1975 roku w Manili na Filipinach przeszła do historii jako Thrilla in Manila. Frazier przegrał przed czasem, gdy jego trener nie pozwolił mu wyjść do ostatniej, 15. rundy z powodu opuchlizny oczu uniemożliwiającej widzenie. Ali uznał tę walkę za najtrudniejszą w swojej karierze − po ogłoszeniu wyniku zasłabł z wyczerpania.
Po drugiej porażce z Foremanem, w 1976 roku Frazier wycofał się ze startów. W 1981 roku powrócił na jedną walkę, remisując z mało znanym Jumbo Cummingsem.
W sumie stoczył 37 zawodowych walk, z których wygrał 32 (27 przed czasem), 4 przegrał (3 przed czasem), a 1 zremisował. Pokonał takich pięściarzy jak: Muhammad Ali, Jimmy Ellis (dwukrotnie), Eddie Machen, Oscar Bonavena (dwukrotnie), Doug Jones, George Chuvalo, Manuel Ramos, Jerry Quarry (dwukrotnie), Bob Foster i Joe Bugner.
Trenerami pięściarza byli: Yancey Durham i Eddie Futch.
W 1990 roku został wpisany do International Boxing Hall of Fame (IBHOF). Trzykrotnie był wyróżniany przez magazyn The Ring tytułem pięściarza roku (1967, 1970, 1971).
7 listopada 2011 roku, w wieku 67 lat zmarł w hospicjum w Filadelfii. Powodem śmierci był nowotwór wątroby.